# Hilidohona
Hilidohona is een bestuurslaag in het regentschap Nias Selatan van de provincie Noord-Sumatra, Indonesië. Hilidohona telt 827 inwoners (volkstelling 2010).